# CCTV-1
CCTV-1(CCTV-1 綜合, 중국어: 中国中央电视台综合频道)은 중국중앙텔레비전의 텔레비전 채널 중 하나이다. 종합방송으로 뉴스와 드라마, 다큐멘터리, 예능 등 다양한 프로그램을 방송한다.

## 연혁
- 1958년 5월 1일 : 베이징전시대(北京电视台, Peking Television, 지금의 베이징전시대와 무관)의 시험 방송 개시.
- 1958년 9월 2일 : 베이징전시대의 정식 방송 개시. 일주일에 세 번, 매 30분 방송으로, 방송 권역은 베이징에 한정되었다.
- 1973년 5월 1일 : 베이징전시대의 컬러 텔레비전 시험 방송 개시.
- 1973년 10월 1일 : 베이징전시대의 컬러 텔레비전 정식 방송 개시. 컬러 텔레비전 방식은 PAL-D이다.
- 1978년 5월 1일 : 중국공산당 중앙위원회의 승인으로 베이징전시대를 중국중앙텔레비전(CCTV)이란 이름으로 변경
- 1984년 : 중국중앙텔레비전의 위성 방송 시작.[1]
- 1993년 : 뉴스 기반의 종합 채널(新闻为主的综合频道)로 전환.
- 1996년 : 공식 채널명을 "뉴스·종합 채널(新闻·综合频道)"로 지정.
- 2003년 5월 7일 : 뉴스 채널인 CCTV-13 개국 이후로 대부분 뉴스 프로그램을 CCTV-13으로 옮김.
- 2004년 10월 2일 : 24시간 종일 방송 실시.
- 2009년 9월 28일 : HD 채널 방송 시작.[2]
- 2011년 1월 1일 : 채널 명을 "CCTV-1 综合(종합)"으로 변경.[3]

## 프로그램

### 뉴스
- 朝闻天下(조문천하, Morning News) : 매일 06:00-08:30(UTC+8)[4]
- 新闻30分(신문30분, News 30’) : 매일 12:00-12:30(UTC+8)[4]
- 今日说法(법률 보고서, Legal Report) : 매일 12:35-13:10(UTC+8)
- 新闻联播(신문연파, Xinwen Lianbo) : 매일 19:00-19:30(UTC+8)[4], 매일 04:59-05:29에 재방송
- 天气预报(방송 일기 예보, Weather Forecast) : 매일 19:31-19:36(UTC+8)[4]
- 焦点访谈(초점방담, Focus Report) : 매일 19:38-19:55(UTC+8)[4]
- 晚间新闻(만간신문, Nightly News): 매일 22:00-22:30(UTC+8)

### 예술 와 과학
- 生活圈(생활 서클, Sheng Huo Quan)：월 - 금 08:30-09:30(UTC+8)
- 等着我(나를 기다리고, Waiting for Me)：일요일 20:00-21:48(UTC+8)
- 开讲啦(강의, Voice)：토요일 22:38-23:32(UTC+8)
- 人与自然(인간 와 자연, Human and Nature)：매일 5:27-5:57(UTC+8)
- 第一动画乐园(애니메이션 도시, Cartoon City)：월 - 금 16:58-19:00(UTC+8)
- 星光大道(성광대도, Xingguang Dadao)：토요일 20:05-21:35(UTC+8)
- 寻宝(금과은을 찾고, Xun Bao)：수요일 22:37-23:27(UTC+8)
- 动物世界(동물계, Animal World)：월 - 금 09:24-10:14(UTC+8)
- 加油！向未来(우리는 사랑 과학, Cheers Science)：일요일 20:05-21:35(UTC+8)